# Kamienica przy placu Wolności 1 w Bydgoszczy
Kamienica Plac Wolności 1 w Bydgoszczy – zabytkowa kamienica w Bydgoszczy.
Jest często uwieczniana na pocztówkach jako jedna z ikon bydgoskiej zabudowy przełomu stuleci. Obok hotelu „Pod Orłem” jest najbardziej znanym dziełem budowniczego Józefa Święcickiego.

## Położenie
Budynek stoi we wschodniej pierzei ul. Gdańskiej, na rogu Placu Wolności.

## Historia

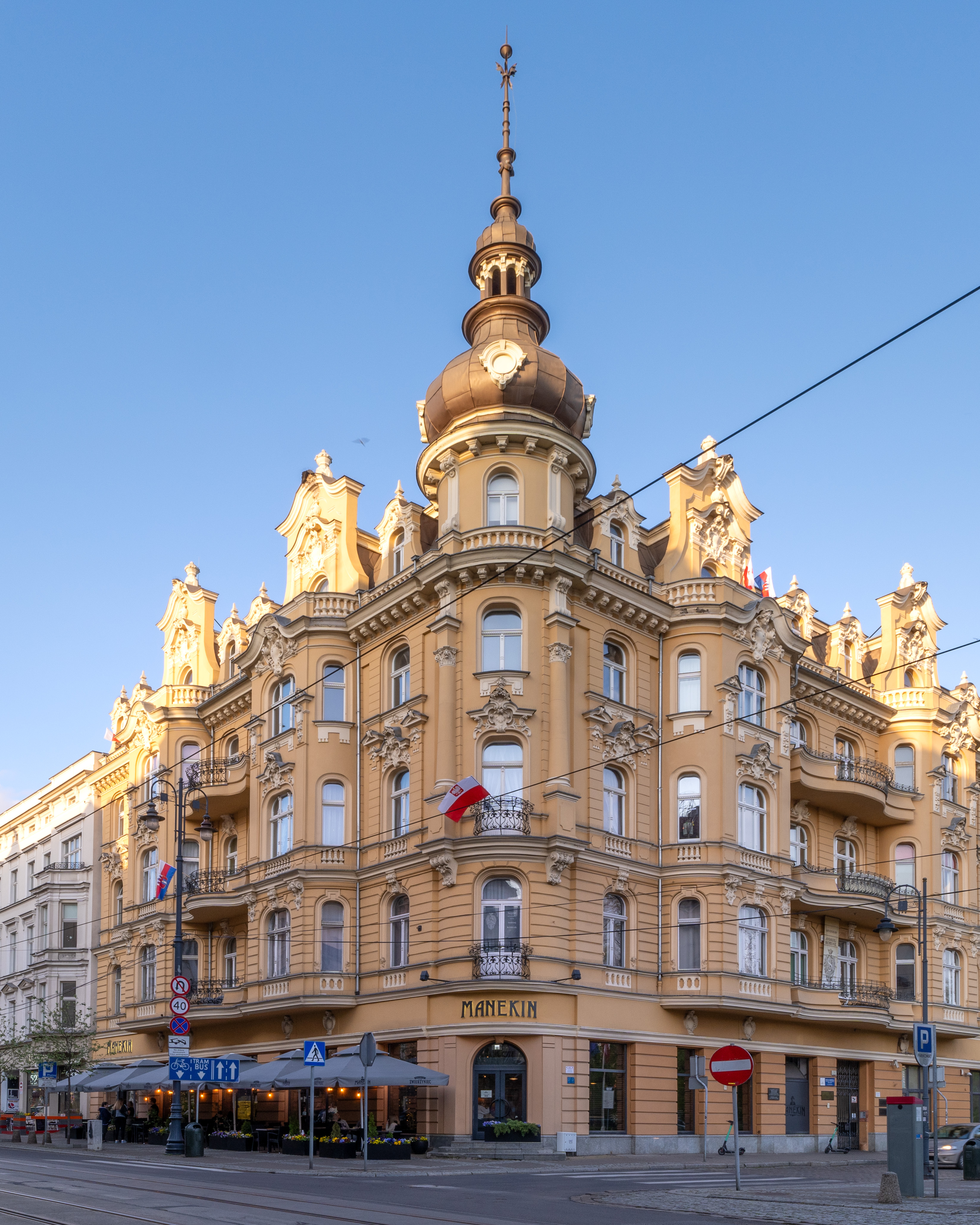
Narożnik

Parcela, na której stoi kamienica, była zabudowana już w II ćwierci XIX wieku. Wznosił się na niej parterowy budynek mieszkalny ustawiony frontem do ul. Gdańskiej oraz budynek gospodarczy ustawiony szczytem do placu Wolności. W latach 1855–1876 nieruchomość należała do wdowy po nauczycielu Fryderyki Götz, następnie do nauczyciela Carla Wolffa, a w 1895 r. odziedziczył ją syn kapitan Ernst Wolff. Nowy właściciel sprzedał nieruchomość przy placu Wolności 5, a pozyskane fundusze przeznaczył na budowę nowej, okazałej kamienicy narożnej. Jej projekty wykonał bydgoski budowniczy Józef Święcicki, który nadał jej charakter wielkomiejskiej, komercyjnej kamienicy.
Prace przy wznoszeniu budynku rozpoczęto w październiku 1896 r., zaś w maju 1897 r. dokonano odbioru w stanie surowym. Odbioru końcowego dokonano 28 stycznia 1898 r. Przy realizacji zatrudnione były lokalne firmy, m.in. mistrz murarski Hermann Lewandowski, mistrz dekarski Juliusz Jakoby, stolarski Menning i inni. Parter domu przeznaczono na sklepy i restauracje, zaś górne kondygnacje na luksusowe mieszkania. W 1898 roku zainstalowano w domu pierwszą w mieście windę elektryczną, sprowadzoną z Berlina.
Położenie kamienicy w układzie narożnikowym umożliwiło jej symetryczne ukształtowanie, której akcentem i osią symetrii była wieża nakryta baniastym hełmem.
Właścicielem kamienicy do 1916 r. był Ernst Wolff, zaś do 1919 r. wdowa Martha Wolff. W tym czasie w budynku znajdowało się m.in. atelier dworskiego fotografa Carla Brascha, a także lokale gastronomiczne „Kaiser-Cafe” i „Falstaff” oraz sklepy różnych branż.
Mieszkanie w reprezentacyjnej, nowoczesnej kamienicy było nobilitujące, tak więc wśród najemców było wielu znanych handlowców, przemysłowców, urzędników i oficerów, m.in. dyrektorzy Bydgoskiego Towarzystwa Żeglugowego: Friedrich Wilhelm Bumke i Ernst Müller, właściciel parowej cegielni w Fordonie – Heinrich Englemann, pułkownik i komendant 34 Pomorskiego Pułku Fizylierów – Alexander von Kluck i inni.
W 1919 r. właścicielem kamienicy został kupiec Stanisław Czarnecki, a w 1922 r. Bank Handlowy w Warszawie, który w parterze uruchomił swój bydgoski oddział. W latach 1929–1933 właścicielem posesji był Romuald Turasiewicz – wiceprokurator Sądu Okręgowego w Bydgoszczy, a następnie Eugenia Preiss. W 1927 r. w jednym z lokali urządzono sklep samochodowy, a przed budynkiem stację benzynową. Mieścił się tu także sklep firmowy Wedla oraz restauracja „Cristal”.
W 1945 r. po wkroczeniu do miasta wojsk radzieckich, ulokowano w kamienicy miejską siedzibę NKWD. W celu upamiętnienia Polaków zamordowanych tu podczas urzędowania tej instytucji, w 1993 r. na murze kamienicy odsłonięto tablicę pamiątkową.
Po II wojnie światowej kamienica przeszła na własność Administracji Domów Miejskich w Bydgoszczy. W 1972 r. dokonano modernizacji układu przestrzennego, związanego z wydzieleniem mieszkań, budową pionów kuchennych i sanitarnych, likwidacją ogrzewania piecowego. Przy tej okazji usunięto część bogatego wystroju wnętrz, m.in. sztukaterii oraz zdobionych pieców kaflowych. Wszystkie sześć lokali usługowych na parterze połączono w jedno wnętrze i zaadaptowano na delikatesy, które w 1992 r. zastąpiła pierwsza bydgoska restauracja McDonald’s, funkcjonująca do końca października 2015. Przy tej okazji kamienica została gruntownie odrestaurowana. W 2014 renowacji poddano fasadę oraz dach budynku (koszt 350 tys. zł, w tym 112 tys. dotacji z budżetu miasta). Od grudnia 2016 do maja 2019 w budynku funkcjonowała restauracja „Śródmieście”, po czym 16 października 2019 uruchomiono w nim restaurację "Manekin".

## Architektura
Budynek o bogatym detalu architektonicznym zaprojektowano w stylu eklektycznym z przewagą form neobarokowych. Wzniesiono go na rzucie prostokąta, z wewnętrznym podwórzem – studnią i dwoma skrzydłami: wzdłuż ul. Gdańskiej i pl. Wolności.
Kamienica jest trzypiętrowa, podpiwniczona, z mieszkalnym poddaszem.
Elewacje są bogato zdobione pilastrami, motywami kartusza i roślinnymi, balkonami o pełnych i tralkowych balustradach. Wykusze są zwieńczone szczytami ponad gzymsem budynku. Naroże kamienicy jest zaokrąglone, zwieńczone wieżą nakrytą cebulastym hełmem.

## Galeria

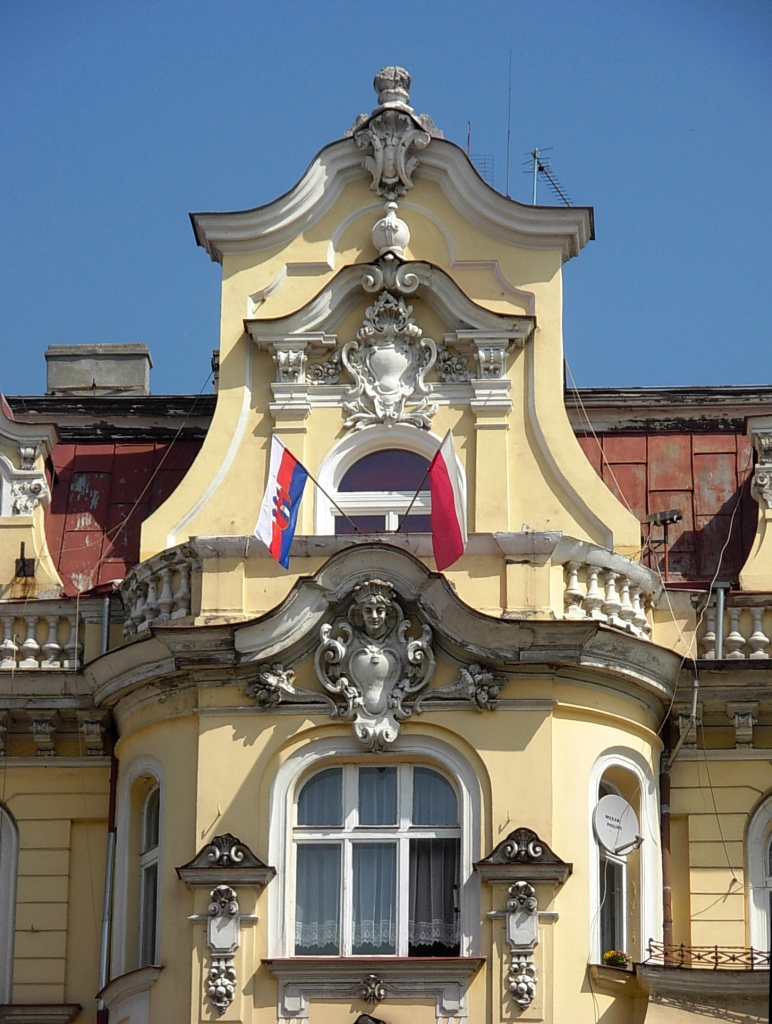
Zdobiony szczyt
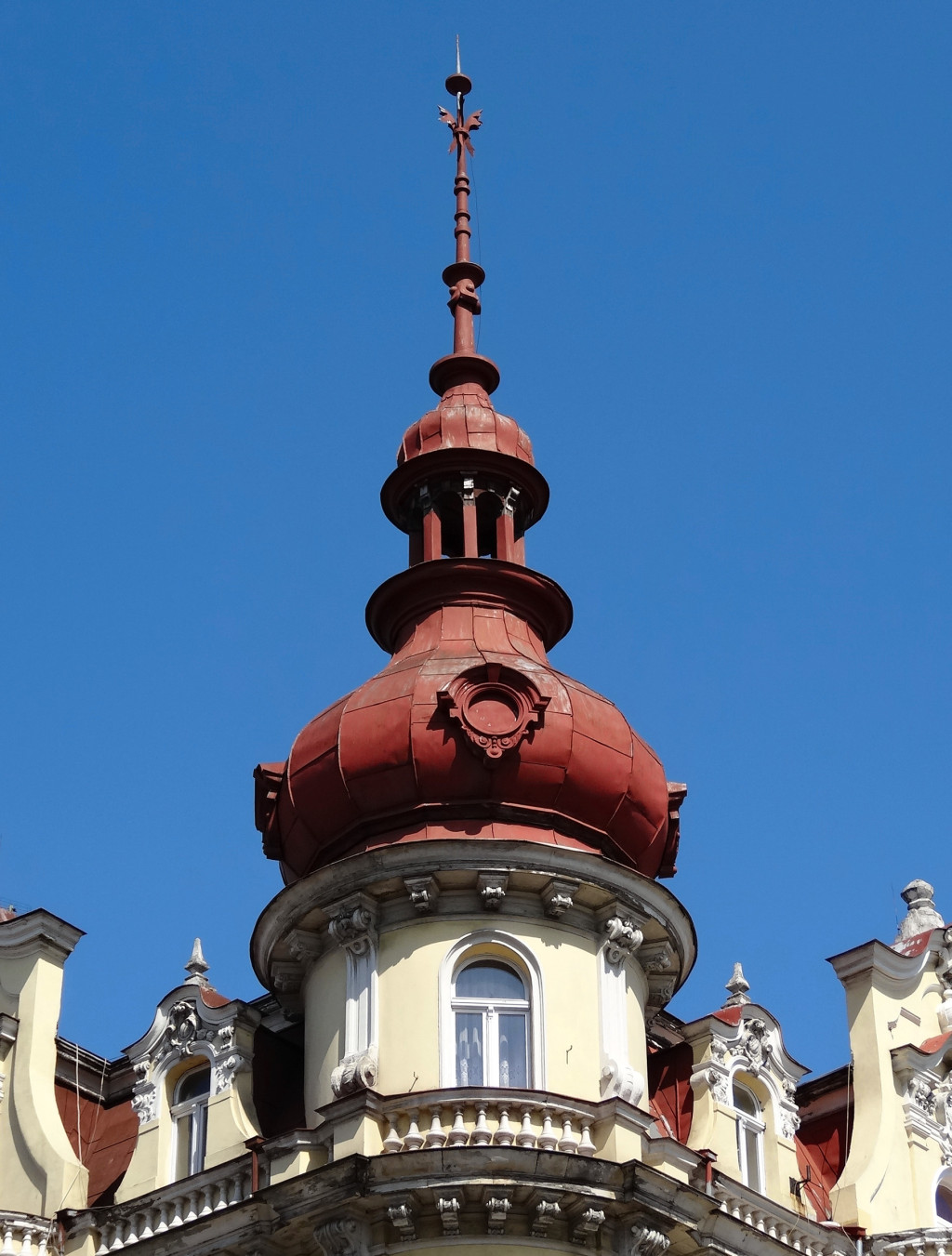
Wieża
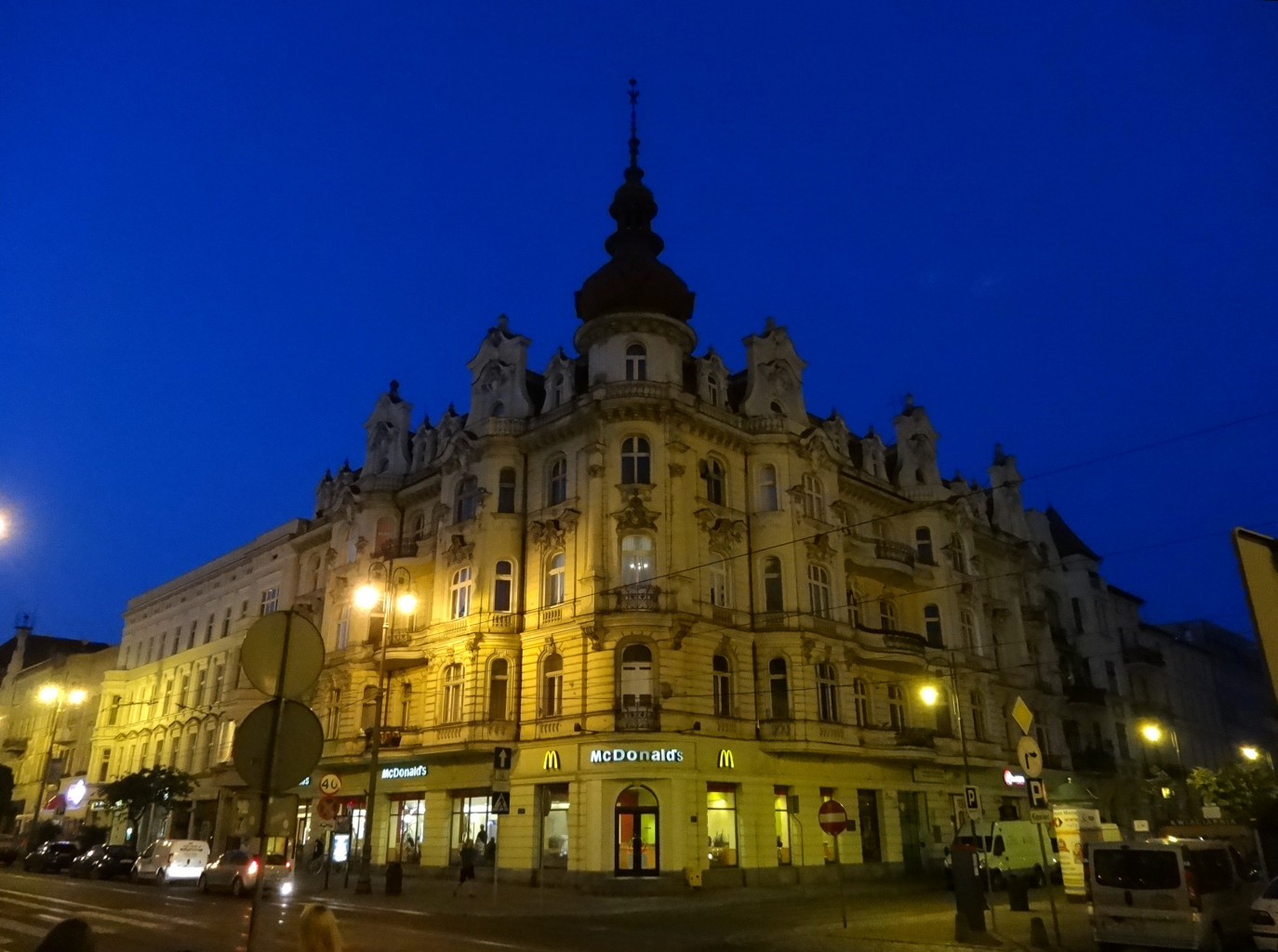
Wieczorem
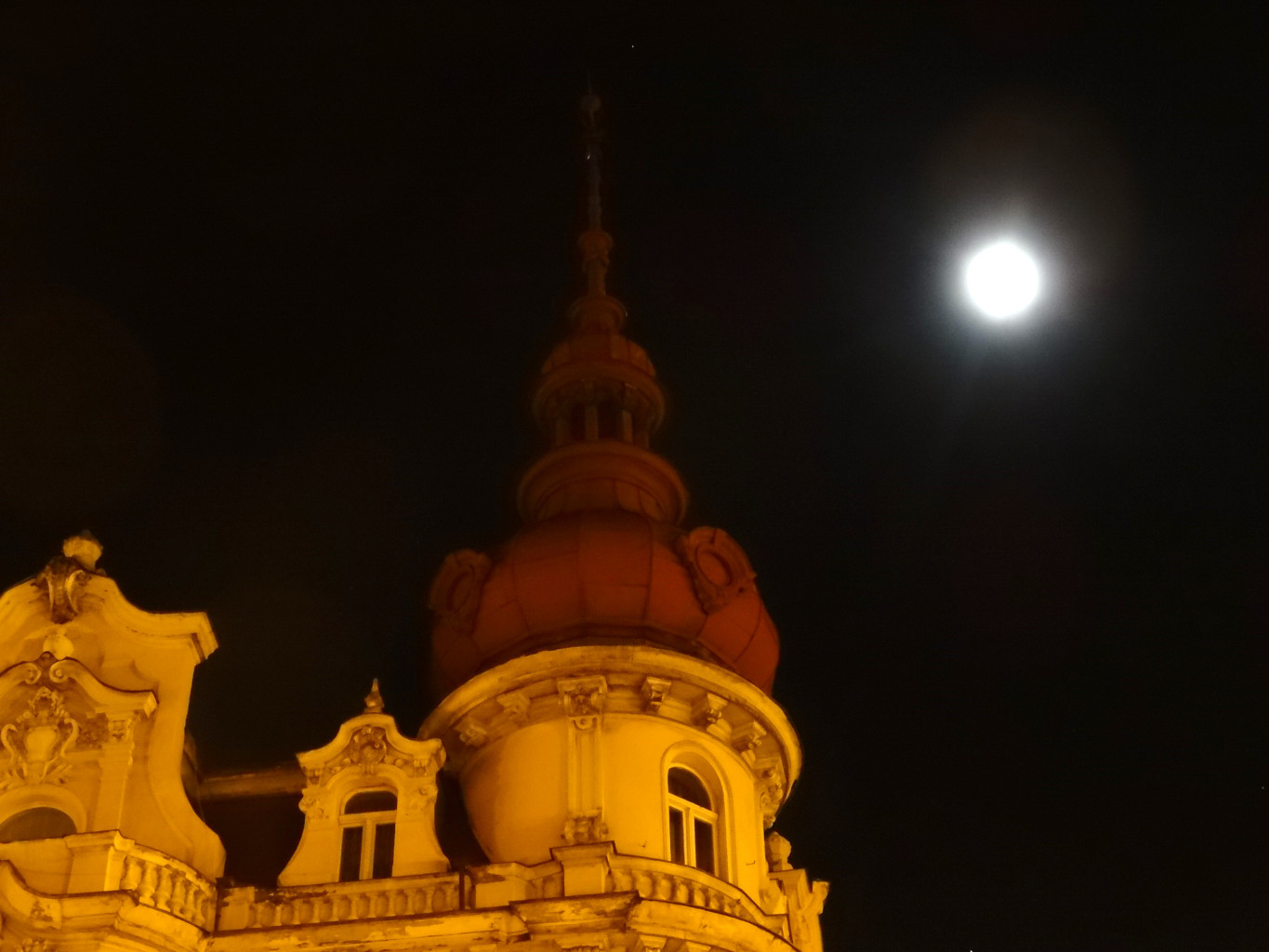
Z księżycem
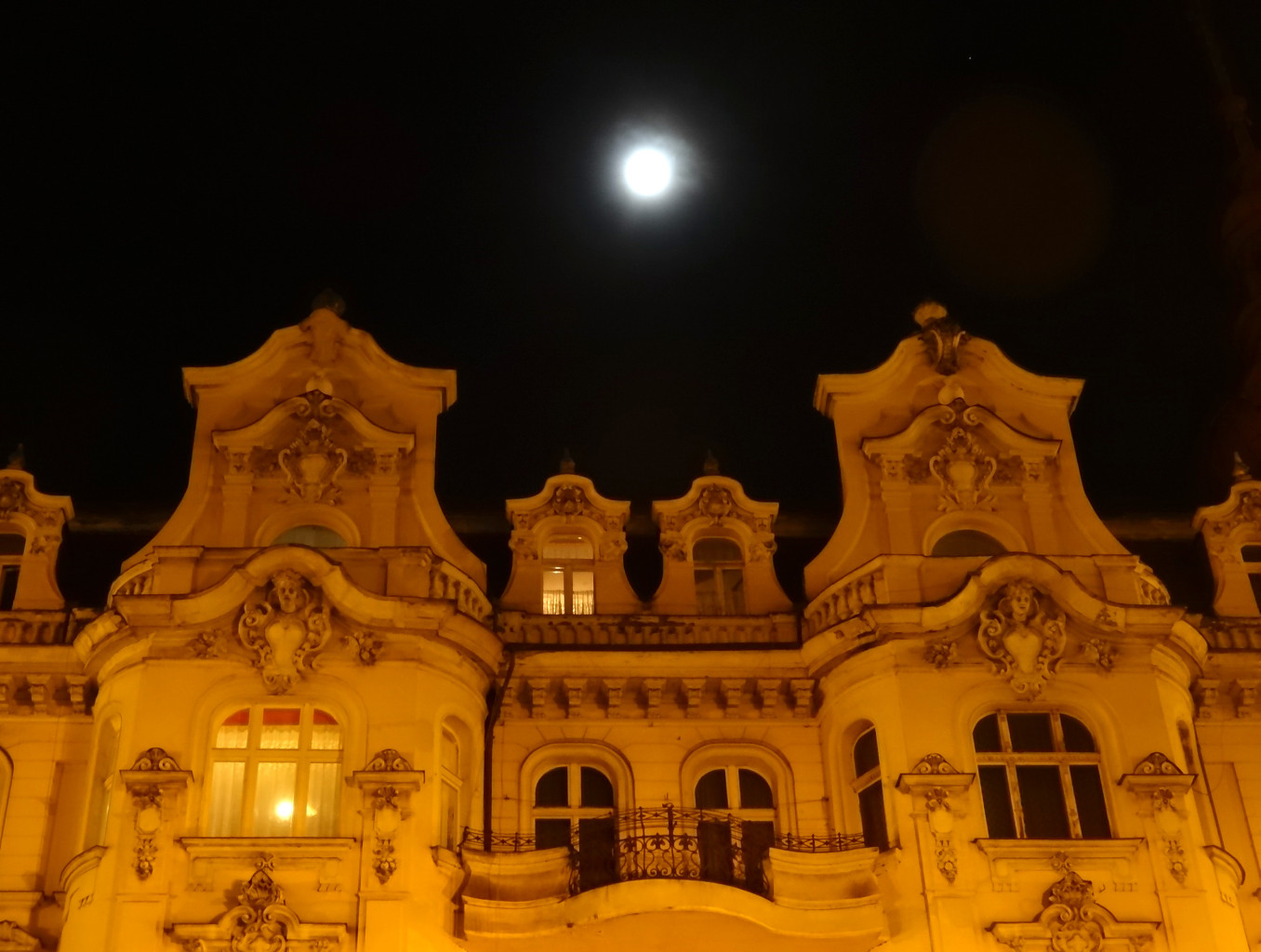
Nocą